# Ауреус
У систему древних римских валута ауреус (лат. aureus, множ. aurei) је био највреднија кованица и био је искован од злата.
(1 ауреус = 25 денара = 100 сестреција = 400 аса)
Ауреус је златник који је прешао из републике у царство поставши за царство темељна и најцењенија јединица римске валуте.
Ауреус је износио 1/40 римске фунте те је имао обавезну тежину од 8,18 грама. Док је чистоћа његова злата остала беспрекорна, тежина је била подвргнута смањењима, тако да је на почетку Августове власти тежио 7,80 грама, за време Каракале 6,55 грама, а за време Диоклецијанове владе износио 1/70 римске фунте и био тежак 4,67 грама, а касније и мање.
Ауреус је кован у далеко мањим количинама у односу на све друге кованице тог периода.
Од владавине Константина Великог уместо ауруса ковао се златник звани „солидус”.